# Ectoneura tepperi
Ectoneura tepperi är en kackerlacksart som först beskrevs av Kirby, W. F. 1904.  Ectoneura tepperi ingår i släktet Ectoneura och familjen småkackerlackor. Inga underarter finns listade i Catalogue of Life.